# Michael Talbot
Michael Talbot (* 4. ledna 1943 Luton) je britský muzikolog a hudební skladatel.

## Život a činnost
Talbot je bývalý profesor hudební vědy na University of Liverpool, odborník na italskou barokní hudbu a autor monografií o italských barokních skladatelích Antoniu Vivaldim a Tomasu Albinonim. Je také editorem akademického časopisu Studi Vivaldiani.
Talbot je činný také jako hudební historik, skladatel a člen společnosti Vox Saeculorum.